# Santa Clara D'Oeste
Santa Clara D'Oeste este un oraș în São Paulo (SP), Brazilia.